# Heterophaea
Heterophaea is een geslacht van libellen (Odonata) uit de familie van de Euphaeidae (Oriëntjuffers).

## Soorten
Heterophaea omvat 2 soorten:
- Heterophaea barbata (Martin, 1902)
- Heterophaea ruficollis (Ris, 1930)